# Linus Nirmal Gomes
Linus Nirmal Gomes (7 de septiembre de 1921-27 de febrero de 2021) fue un sacerdote católico indio, el primer obispo de la diócesis nuevamente establecida de Baruipur desde 1977. Se retiró en 1995.

## Biografía
Gomes nació en Boro Golla (India), se unió a la Compañía de Jesús el 26 de junio de 1942, y fue ordenado sacerdote el 21 de noviembre de 1954. Fue nombrado pastor de la Diócesis de Baruipur el 30 de mayo de 1977 y ordenado obispo el 19 de noviembre de 1977. 
Gomes se retiró el 31 de octubre de 1995 como obispo de la Diócesis de Baruipur. Falleció en febrero de 2021 a la edad de 99 años.